# Perloz
Perloz (arpità Pèrlo) és un municipi italià, situat a la regió de Vall d'Aosta. L'any 2007 tenia 480 habitants. Limita amb els municipis d'Arnad, Carema (TO), Donnas, Issime, Lillianes i Pont-Saint-Martin.

## Administració

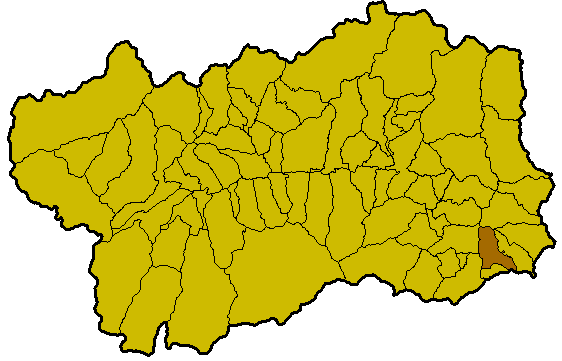
Situació de Perloz a la Vall

| Període | Identitat           | Partit        |
| ------- | ------------------- | ------------- |
| 2005-   | Gian Carlo Stevenin | Llista cívica |